# Северный плавун
Се́верный плаву́н, или дальневосто́чный бутылконо́с, или клюворы́л Бэ́рда, или северный бера́рдиус, или бера́рдиус Бэ́рда (лат. Berardius bairdii) — морское китообразное млекопитающее из семейства клюворыловых подотряда зубатых китов. Самый крупный представитель своего семейства. Видовое латинское название дано в честь американского зоолога Спенсера Фуллертона Бэрда (1823—1887).

## Описание
Второй по размеру, после кашалота, зубатый кит. Длина тела составляет 10,7—12,8 м, а масса около 8—11 т, крупные самки до 11—15 т. На каждой стороне нижней челюсти два крупных зуба, погружённые в хрящевые чехлы. Грудные плавники короткие, закруглённые. Имеется небольшой спинной плавник треугольной формы. Окраска верха и боков тела бурая с более светлым брюхом. Характерно наличие значительного количества белых царапин, шрамов и пятен, разбросанных по всему телу.

Фонтан низкий. Под водой способен находиться до часа, при выныривании виден «клюв». Издаваемые этим китом звуки напоминают рёв быка. Как правило, моногамен. Образует небольшие стада.

## Распространение
Обитает в умеренных и субарктических водах, в северной части Тихого океана от Охотского моря и Берингова моря, мыса Наварин (Россия), полуострова Аляска (США) и до Британской Колумбии (Канада) до широты Южной Японии и Калифорнии (США).

## Питание
Главная пища плавунов — головоногие моллюски (в основном кальмары), а также придонная рыба (скаты и их яйца, морские ерши, подонемы, тресковые), крабы и крупные раки.